# 星戰防衛計劃
《星戰防衛計劃》是Cinemaware开发并于1986年发行的动作冒险游戏。本作以冷战为背景，游戏名语出星球大战计划正式名称「戰略防衛先制」（Strategic Defense Initiative）。
《龙》为游戏打出3/5星。